# Clark County, South Dakota
Clark County är ett administrativt område i delstaten South Dakota, USA, med 3 691 invånare. Den administrativa huvudorten (county seat) är Clark.

## Geografi
Enligt United States Census Bureau har countyt en total area på 2 507 km². 2 481 km² av den arean är land och 26 km² är vatten.

### Angränsande countyn
- Day County, South Dakota - nord
- Codington County, South Dakota - öst
- Hamlin County, South Dakota - sydost
- Kingsbury County, South Dakota - syd
- Beadle County, South Dakota - sydväst
- Spink County, South Dakota - väst